# Cabeza del Caballo
Cabeza del Caballo település Spanyolországban, Salamanca tartományban. Cabeza del Caballo Valderrodrigo, Villasbuenas, El Milano, La Zarza de Pumareda, Masueco, La Peña és Valsalabroso községekkel határos. Lakosainak száma 237 fő (2024).

## Népesség
A település népessége az elmúlt években az alábbi módon változott:
| Lakosok száma | 471  | 453  | 418  | 413  | 363  | 356  | 316  | 279  | 247  | 237  |
|               | 2001 | 2004 | 2007 | 2009 | 2012 | 2014 | 2017 | 2019 | 2022 | 2024 |